# Alma Hanlon
Pour les articles homonymes, voir Hanlon.
Alma Hanlon  (30 avril 1890 - 26 octobre 1977) est une actrice américaine du cinéma muet. La carrière de Hanlon fut de courte durée : seulement quatre années, où elle a joué dans 23 films. Son premier rôle dans un film a été celui de Dorothy Dare dans The Fixer (1915) et son dernier fut dans le film The Profiteer (1919).

## Biographie
Elle naquit le 30 avril 1890 dans le  New Jersey. Elle était la fille cadette de George Hanlon.
Son premier mari était l'ancien correspondant et attaché de presse de théâtre Walter J. Kingsley, de 1905 jusqu'à leur divorce en 1917, avec lequel elle eut une fille, Dorothy Kingsley (1909-1997).
En 1918, elle se marie au directeur Louis Myll (1871-1939), alors qu'elle vivait à Bayside (Queens) durant les deux dernières années. Elle déménagea plus tard avec sa fille dans la riche banlieue de Grosse Pointe (Michigan).
Elle meurt le 26 octobre 1977 à Monterey (Californie).

## Filmographie partielle
- 1915 : The Fixer, de ? : Dorothy Dare
- 1916 : 
  - Gold and the Woman (en), de James Vincent : Hester
  - The Weakness of Man (en), de Barry O'Neil : Babbie Norris
- 1917 : 
  - La Casaque verte (The Whip), de Maurice Tourneur : Diana Beverley
  - The Golden God (en), de  Robert Hage et Frederick Rath : Mary
  - Public Defender (en), de Burton L. King : Mary Reed
- 1919 : The Profiteer (en), de John K. Holbrook